# Eric Balemans
Eric Balemans (Sittard, 17 november 1961 – Utrecht, 2 juli 2021) was een Nederlands politicus voor de VVD. Zijn politieke thuisbasis was de stad en provincie Utrecht.

## Carrière
Van 1986 tot 1987 was Balemans landelijk voorzitter van de JOVD. Hij werkte als consultant voor defensie en buitenlands beleid bij het Institute for Foreign Policy Analysis (IFPA). Daarnaast was hij voorzitter van de VVD-afdeling Utrecht.
Balemans was van 1998 tot 2002 en van 2003 tot 2006 lid van de Tweede Kamerfractie van de VVD. Hij was woordvoerder van onderwijs en hield zich in de Kamer verder onder meer bezig met grotestedenbeleid. Hij was lid van de vaste Tweede Kamercommissies Defensie, Onderwijs, Cultuur en Wetenschappen, Rijksuitgaven, Binnenlandse Zaken (grotestedenbeleid) en Europese Zaken.
Hij werd na zijn Kamerlidmaatschap senior manager bij Ernst & Young te Utrecht. Van maart 2007 tot juni 2014 was hij Statenlid in de Provinciale Staten van Utrecht. Vanaf maart 2011 was hij tevens plaatsvervangend voorzitter van Provinciale Staten.
Van 22 april 2014 tot 26 april 2018 was Balemans wethouder en eerste locoburgemeester in de gemeente Stichtse Vecht en belast met de portefeuilles Financiën, Belastingen, Openbare Ruimte, Integrale Handhaving, Verkeer & Mobiliteit, Cultuur en Regionale Samenwerking. Vanaf januari 2020 was hij wethouder en eerste locoburgemeester in de gemeente Wijk bij Duurstede. Hij was verantwoordelijk voor de portefeuilles Economische Zaken, Verkeer en Vervoer, Woningbouw, Sociaal Domein (Participatie, Armoedebestrijding en Schuldhulpverlening), Sport en Grondzaken.
Balemans heeft vele nevenfuncties vervuld binnen het onderwijsveld en bij theater- en cultuurinstellingen. Zo was hij ambassadeur van het Centraal Museum in Utrecht en voorzitter van het bestuur van het Samenwerkingsverband Passend Onderwijs VO Zuid-Utrecht. Daarnaast was hij bestuurslid van de Nederlandse alumnivereniging IVLP van het US State Department.
Na enige tijd ernstig ziek te zijn geweest, overleed Balemans op 59-jarige leeftijd.
- Parlement.com: vg09lljqj5z4